# Araneus emmae
Araneus emmae är en spindelart som beskrevs av Simon 1900. Araneus emmae ingår i släktet Araneus och familjen hjulspindlar. Inga underarter finns listade i Catalogue of Life.